# 小鳥遊恋
小鳥遊 恋（たかなし れん、1983年4月23日 - ）は、日本のAV女優。
身長:156cm。スリーサイズ:B86(D)・W60・H88cm。血液型:A型。

## 略歴・人物
福島県出身。2007年にAVデビュー。
2009年4月24日の公式ブログにて引退することを発表（現在、ブログは閉鎖）した。
2010年より「手塚みや（てづか みや）」の名前でFAプロの作品に出演。2011年からは「沢田珠里（さわだ じゅり）」としても活動している。
芸名遍歴・小鳥遊恋→高梨恋子/手塚みや/高橋真樹/沢田珠里/井川るい/神田朋実/高梨れん/立花れん

## 出演作品

### アダルトビデオ

#### 「小鳥遊恋」名義
2007年
- SODが地方で見つけた長澤ま○み似の本物美人仲居を仕事中に職場でAVデビューさせます!（9月20日、SODクリエイト）
- 現役最強!超純情派仲居の日本代表 小鳥遊恋 誕生（10月18日、SODクリエイト）
- 仕事中に、そして職場でAVデビューしたあの長澤ま○み似の本物仲居さんを日本で一番エッチで変態な仲居さんに育成します!!（11月22日、SODクリエイト）
- 仕事中に、そして職場でAVデビューした長澤ま○み似の現役仲居さんに中出しSEXを口説きました!!（12月20日、SODクリエイト）

2008年
- ドM妻 アナタ好みの女になります（2月21日、タカラ映像）
- 嘘とSEXと人妻（3月14日、スマイリー）
- 美人若女将 陵辱温泉旅館（3月20日、ヒビノ）
- 人妻 いい旅エロFUCK（3月25日、大洋図書）
- 女子校生のニーソックス（4月5日、フリーダム）
- 女子校生輪姦遊び（4月5日、フリーダム）
- 自由学園金蹴部活動 金玉蹴潰（4月5日、フリーダム）
- 布団 2（4月15日、大洋図書）
- 職妻 2.0 職業を持つ人妻たち 高梨恋子（29）編 〜転職支援会社勤務〜（4月16日、マキシング） ※「高梨恋子」名義
- 全国の佐藤さん鈴木さん田中さん専用 アナタの名前を呼んであげるAV（4月17日、SODクリエイト）
- SEX依存症 清楚な若妻（4月25日、FAプロ）
- NO.1美女軍団 銀行強盗事件 中出し20連発（5月8日、アイエナジー）
- 仕事中に、そして職場でAVデビューした、あの長澤ま○み似の超清純派仲居さん 小鳥遊恋 4時間DX（5月8日、SODクリエイト） ※総集編
- ドリーム女子社員 THE ゴージャス（5月22日、LADY×LADY）
- 地方在住妻の淫らな願望叶えます!VOL.2（6月10日、大洋図書）
- ホロ酔いお姉さんと晩酌が出来る!SEXが出来る!!ビデオ（6月19日、SODクリエイト）
- 失禁!羞恥取調室（6月19日、ROCKET）
- 若妻 愛奴マゾ人形 非日常の刺激に憧れる私…（6月19日、ゲインコーポレーション）
- 美少女の足裏 7（7月5日、フリーダム）
- 人妻の痴情 3（7月8日、コージィ）※「高梨れん」名義
- 「焦らされAV」 女の子に焦らされまくって、自分でも驚くほど気持ちいいオナニーができる!（8月7日、SODクリエイト）
- 美乳ゴーストバスター VS 巨乳宇宙人（8月21日、SODクリエイト）
- &Fashion 115（8月22日、ゴーゴーズ）
- 受精ミセス Vol.1（8月26日、コージィ）
- 卑猥妻〜妻と交尾して下さい。（9月4日、タカラ映像）
- 薬漬けエステ痴漢 5（9月4日、ナチュラルハイ）※「高橋真樹」名義
- 究極の妄想発明シリーズ第8弾 透明人間になれる薬（9月4日、ROCKET）
- 小鳥遊恋に潜入指令!巷で噂の中出し乱交パーティーに参加して、本当に中出ししてるか撮ってきて!!（9月18日、ROCKET）
- 2回連続大量ザーメン激顔射（10月1日、V）
- 人妻の実態 〜これが私の淫乱ワイフ〜（10月10日、LEO）
- まさかこんな所で!!第1回変態露出全国大会（10月15日、トップワン）
- 念願の○○になった!スイミングスクールコーチ編（11月6日、V&Rプロダクツ）
- 働く人妻 パートタイムラブ（11月22日、ビッグモーカル）
- ゆるり温泉 〜我慢できないマゾ痴女旅行〜（12月13日、溜池ゴロー）
- 素人ユーザーが選ぶ ガチンコAV エロい女頂上決戦!!（12月18日、SODクリエイト）
- 夫婦交換の部屋 欲情 よがり狂う妻 ハマり狂う夫 Vol.3（12月25日、FAプロ）

2009年
- 時間が止まる!を実現するこれが噂の「TS催眠」 タイムストップ催眠術 「時間が止まる腕時計」でやってるエロいことは催眠術でホントにデキる!!（1月8日、ROCKET）
- ドキュメント 〜若妻の性欲〜 VOL.01（1月17日、サムシング）
- 本番高級デリヘル嬢 VOL.4（1月22日、サムシング）
- 人妻盗み撮り 初めての風俗面接 れんさん（仮名・31歳） vol.01（2月3日、プレステージ）
- 生まれて初めて風俗店に面接を申し込んだ人妻たち 第7章（2月6日、映天）
- 回春マッサージで春を売っていた人妻たち vol.4（2月7日、ラハイナ東海）
- 親友の妻（2月10日、ドリームステージエンタテインメント）
- 三十路妻 中出しドキュメント（2月15日、小林興業）
- 街角奥さんファッションチェック&ファック（3月7日、ラハイナ東海）
- 嫁 亭主に毎日毎晩やられて満足新妻/亭主だけじゃ物足りない好き者女/亭主は出稼ぎ 嫁は親父とねんごろ（3月10日、FAプロ）
- 女は誰もがみんなマスをかく 2（3月25日、FAプロ）
- 昼下がりの発情人妻 だって下半身が欲しがるから（4月25日、FAプロ）
- 現代肉欲劇場 2 30才で夫に先立たれた未亡人の狂い咲き/孫の嫁を妊娠させた絶倫祖父/28歳の妹…32才の義兄のただれた性（4月25日、FAプロ）
- 義父に犯されて… 美嫁いぢり（5月7日、マドンナ）
- エロ熟女に騎乗られちゃった僕 その2（5月25日、アロマ企画）
- 肉体謝罪 5 セレブ妻の過ち（6月18日、グローリークエスト）
- 人妻宅配致します（6月25日、ビッグモーカル）
- 人妻看護士（6月25日、ビッグモーカル）
- 本格レズ 人妻を抱くセールスレディ 3（7月10日、東京音光）
- すけべな息子に義母はメロメロ 15（7月10日、東京音光）
- ベロちゅ〜&SEX王国 DEEP KISS＆SEX KINGDOM（7月25日、FAプロ）
- 新奴隷島 第六章 普通の生活がしたかった…（8月7日、アタッカーズ）※エキストラ出演
- 肉欲とセックスと地獄と禁親相姦 嫁いでも忘れられぬ父の味/妻より妖しき義母の色気（8月10日、FAプロ）
- 義母と息子 中出しお忍び旅行（10月9日、東京音光）

#### 「手塚みや」名義
2010年
- ネコとタチ レズたちの下劣で卑猥な日常（8月10日、FAプロ）
- 飯島くららの中年男に弄ばれるやけっぱちの十九歳（8月25日、FAプロ）
- 夫以外の男に抱かれて叫ぶ人妻たち あ〜いくう〜（8月25日、FAプロ）
- 嫁 青姦で、女中のわいせつ、好き者母娘の、おっぱい（8月25日、FAプロ）
- ネコとタチ 八月の濡れた砂（9月19日、FAプロ）
- 夏と青姦と故郷 亭主以外の男と青姦する女房/おふくろと新聞屋/3人の男に輪される姉ちゃん（9月25日、FAプロ）
- 入院病棟のいやらしい人妻たち お○んこしたい…（12月25日、FAプロ）

他

#### 「沢田珠里」名義
- 淫語中出しソープ 27（2012年03月 ＤＶＤ発売））
- 働くおばさん 熟れたマン臭にガマンできない（2017年08月、配信開始）
- 本番NGのマッサージ店で働く人妻へ中出し（2018年08月、配信開始）
- 2人の母 目撃した姦淫 欲情の行方（2018年10月、配信開始）

### オリジナルビデオ
- 農家の嫁 夫婦交換の村（2008年撮影、レジェンド・ピクチャーズ）
- 監禁人妻（秘）劇場 調教の果てに…（2008年10月3日、竹書房）
- 驚愕!リアルドラマSP 本当にあったエロい話（2009年3月20日、エースデュースエンタテインメント）

### イメージビデオ
- 美女と湯けむり 第七集（2009年1月23日、ジャパンイメージコミュニケーションズ）

## テレビ番組
- 美女と湯けむり#39、#40（旅チャンネル）
- 湯けむりスナイパー 第5話（テレビ東京、2009年5月8日放送）- 母親役

## Web放送
- エロパラNight#11（GyaOジョッキー、2007年11月13日放送）